# Sahasrara

Sahasrara é o  sétimo e pode ser considerado O mais importante dos chacras, situa-se no alto da cabeça e relaciona-se com o padrão energético global da pessoa.
Conhecido como chacra da coroa ou lótus de mil pétalas é  visto com frequência em representações orientais de divindades e homens santos, muitas vezes é retratado também na mitologia cristã, como por exemplo a aura sobre a cabeça em diversas obras de cristo e seus apóstolos.
Através dele recebe-se a luz divina. A tradição de coroar os reis fundamenta-se no princípio da estimulação deste chacra, de modo a dinamizar a capacidade espiritual e a consciência superior do ser humano.
"Acima de todos esses, num espaço vago em que passa o Nadi Shanhini, e abaixo do Portão de Brahman, localiza-se o Lótus de mil pétalas. Esse Lótus, brilhante e ainda mais branco que a lua cheia, possui sua cabeça virada para baixo. Ele encanta as pessoas. Seus filamentos agrupados são da cor do sol nascente. Seu corpo é luminoso e possui letras a partir do A; ele é a glória absoluta."
1. 1 2 3 4  Motoyama, Hiroshi (2018). Teoria dos CHAKRAS - Ponte para a Consciência Superior. São Paulo: Pensamento. p. 171